# Кадуна
Кадуна је једна од држава Нигерије. Налази се на северу земље, а главни град државе је Кадуна. Држава Кадуна је формирана 1967. године и има 6.066.562 становника (попис из 2006). Најзначајније етничке групе у држави су Хауса, Катаб, Гвари, Ангас, Биром и Џарава. Ово је једна од држава Нигерије у којима је уведен шеријатски закон. 